# Elija-Kirche (Mitschurinsk)

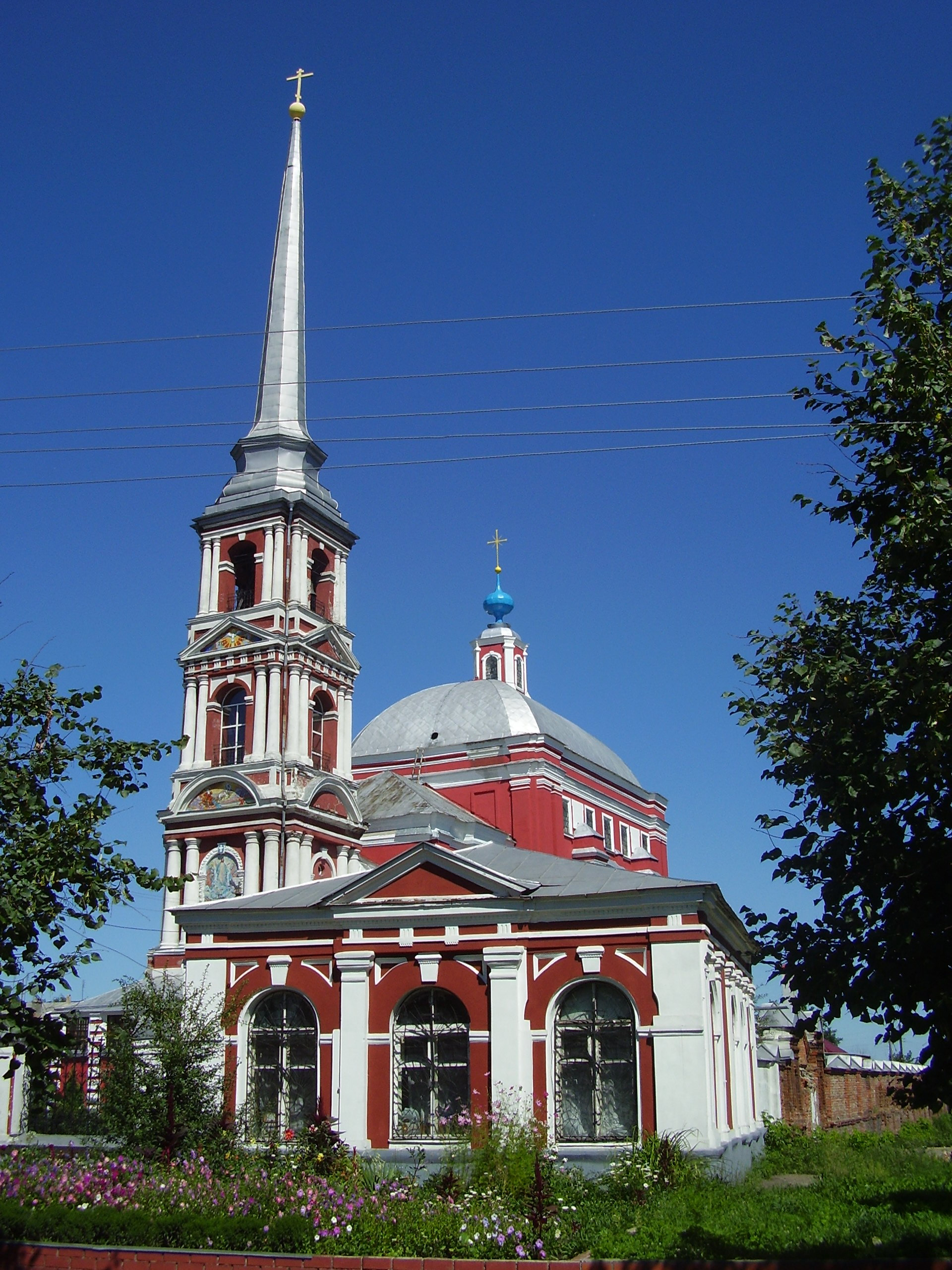
Die Elija-Kirche in Mitschurinsk

Die Elija-Kirche (russisch Ильинская церковь) ist eine russisch-orthodoxe Kirche in der Stadt Mitschurinsk in Russland. Erbaut wurde die Kirche 1781 und ist mit einer Höhe von 71 Metern das höchste Bauwerk der Stadt.

## Geschichte
Die Elija-Kirche wurde 1781 durch den Kaufmann Iwan Woronow und einige weitere Gemeindemitglieder nach dem Entwurf St. Petersburger Architekten gebaut. Die zweistöckige steinerne Kirche mit Glockenturm wird von einer hohen Laterne gekrönt. Während des Baus wurden für diese Zeit fortschrittliche Techniken angewendet: Der Turmrahmen bestand aus geschmiedetem Metall, der Kuppelraum des zweiten Stockwerks wurde ohne Zwischenstützen erstellt.
Während des Brandes von 1865, der Kozlov großen Schaden zufügte, wurde auch die Elias-Kirche beschädigt. Die Restaurierung dauerte zehn Jahre. Ivan Sofronov, der die Arbeit beaufsichtigte, zog zu diesem Zweck die bekanntesten Moskauer Baumeister heran. Die Ikonostase wurde von Meister V. A. Astafiev nach einer Zeichnung des Architekten P. P. Zykov errichtet, die Ikonen wurden von V. V. Shokorev geschaffen.
Nach der Oktoberrevolution wurden viele russische Kirchen zerstört. Die Elija-Kirche in Michurinsk wurde 1924 in die Liste der Baudenkmäler aufgenommen, das rettete sie vor der Zerstörung, obwohl 1930 die Kirchenglocken entfernt wurden. Das Gebäude diente lange Zeit als Heimatmuseum, bis es an die russisch-orthodoxe Kirche zurückgegeben wurde.
Zur Ausstattung gehören eine alte Ikone der schmerzhaften Muttergottes – geschmückt mit zwölf Diamanten – und zwei seltene Ausgaben des Evangeliums von 1703 und 1751.